# Avida
Avida é uma plataforma de software de código aberto de vida artificial que estuda biologia evolutiva de programas de computador que se autorreplicam e evoluem (organismos digitais). A plataforma está sob o desenvolvimento do Laboratório de Evolução Digital da Universidade Estadual de Michigan, sob a liderança de Charles Ofria. A primeira versão de Avida foi desenvolvida em 1993 por Charles Ofria, Chris Adami e C. Titus Brown na Caltech, e desde então foi completamente refeita por Ofria em múltiplas ocasiões. O software foi originalmente inspirado no sistema Tierra.

## Princípios de funcionamento
Tierra simulava um sistema artificial introduzindo programas de computador que competiam pelos recursos do computador, mais especificamente o processador (CPU). Ela era parecida com a Core War, com a diferença de que os programas da simulação eram capazes de se modificar, ou seja, evoluir. Os programas da Tierra eram considerados organismos de vida artificial.
Já a Avida dá uma região protegida da memória para cada organismo, e a execução ocorre em CPUs diferentes. Por padrão, os outros organismos não podem acessar essa região, e só podem executar códigos em suas próprias partições de memória.
Uma segunda diferença é que as CPUs de cada organismo podem rodar em velocidades diferentes. Desta forma, um organismo pode, por exemplo, executar o dobro de instruções do que outro organismo. A velocidade da CPU é determinada por um número de fatores, mas o principal é a tarefa que o organismo executa. Computações lógicas dão um bônus de velocidade para a CPU.

## Uso em pesquisas
Adami e Ofria, em colaboração com outras pessoas, usou a Avida para conduzir pesquisas em evolução digital. Seus artigos são publicados por revistas como Science e Nature. Entre os tópicos estudados, está a origem da complexidade, plasticidade fenotípica, parasitismo, mutações, reprodução sexual e recombinação, cooperação, altruismo e seleção de parentesco, grandes transições evolutivas, entre outros temas.
Em 2003, o artigo "A Origem Evolutiva de Características Complexas" descreveu a evolução como uma operação de igualdade matemática a partir de operações simples de lógica binária.

## Versões
Atualmente, existem quatro versões ativas da Avida. A versão mais usada é a Avida 2, enquanto a Avida 3 é um protótipo feito para reconceptualizar o código do programa e Avida 4 prioriza a velocidade de computação do que facilidade de utilização para novos usuários. Atualmente, a Avida 5 está em desenvolvimento, que busca unir a Avida 2 e 4.

### Avida-ED
O projeto Avida-ED usa a plataforma Avida com uma interface gráfica simplificada para a instrução e educação evolutiva de alunos do ensino básico e médio. O programa provê de forma grátis software, tutoriais, planejamento de aulas e outros tipos de material. O software roda no navegador web com interface implementada por JavaScript e Avida e é compilado usando Emscripten, o tornando largamente compatível com aparelhos eletrônicos utilizados em salas de aula. O programa foi mostrado como sendo efetivo para o entendimento dos alunos sobre evolução. O projeto Avida-ED foi o vencedor do prêmio da International Society for Artificial Life.